# Лебедев, Константин Александрович
Константин Александрович Лебедев (20 марта 1920; Коломна, Московская губерния — 9 января 2018) — советский и российский языковед, специалист по Афганистану.

## Биография
Константин Александрович Лебедев в 1942 году окончил Московский институт востоковедения (МИВ) и с 1943 года начал преподавать там язык пушту. Потом в 1943—1949 годах Лебедев — преподаватель афганского языка (пушту) и литературы, в 1949—1954 годах — заведующий кафедрой языка пушту и литературы МИВ. После присоединения МИВ к МГИМО в 1954 году продолжил преподавание в новом институте до 1985 года, работая на кафедре арабского, персидского и афганского языков (данная кафедра была в 1962 году преобразована в кафедру языков стран Ближнего и Среднего Востока). В 1981—1996 годах Константин Александрович работал заведующим кафедрой иранской филологии Института стран Азии и Африки при МГУ имени М. В. Ломоносова, в 1996—2012 годах — профессором на той же кафедре.
Известен благодаря своему вкладу в русскую афганистику (был знатоком языка пушту). Автор 110 научных трудов. Автор или соавтор множества русско-пушту и пушту-русских словарей и учебников пушту. Считался главой московской школы преподавания пушту. Перевел ряд афганских народных сказок.